# Athabasca, Alberta
Athabasca är en ort i Kanada.   Den ligger i provinsen Alberta, i den centrala delen av landet, 2 800 km väster om huvudstaden Ottawa. Athabasca ligger 534 meter över havet och antalet invånare är 2 539.
Terrängen runt Athabasca är huvudsakligen platt. Athabasca ligger nere i en dal. Trakten runt Athabasca är nära nog obefolkad, med mindre än två invånare per kvadratkilometer.. Athabasca är det största samhället i trakten. 
Omgivningarna runt Athabasca är en mosaik av jordbruksmark och naturlig växtlighet.